# 超低硫柴油
超低硫柴油是一種較低硫含量的柴油燃料。2006年間，幾乎所有於歐洲和北美供應的從石油提煉的柴油都是超低硫柴油。各國政府對其規格並不一致，但均傾向逐步收緊。
硫的含量越低，柴油引擎才能使用更新型的減排技術，使懸浮粒子的排放降低。基於上述原因，歐盟首先推行，隨後北美洲各國亦跟隨。新排放標準取決於更潔淨的燃料，2007年開始美國新生產汽車開始執行這個標準。
超低硫柴油能量較低，因為當中需要很多能量去除石油中的硫，燃料效益較低，售價也較高。

## 非洲

### 肯亞
截至2010年12月，肯亞部分的加油站開始提供含硫量50 ppm的柴油。

### 南非
2006年初，南非礦產資源部立法，引入50 ppm 的柴油，國內自此隨處可見。

### 摩洛哥
摩洛哥自2009年開始引進50 ppm 柴油。

## 歐洲

### 歐盟
至於歐盟，2005年起，歐盟四型標準開始執行，當中訂明於公路上行駛的汽車，所使用的柴油不可含超過50 ppm 的硫。；並且必需提供10 ppm 的超低硫柴油，至2008年廣泛采用。

## 北美

### 美國
公路使用柴油(Highway Diesel Program) -- 於2006年起使用15ppm以下之超低硫柴油。
非公路使用柴油(Nonroad Diesel Program) -- 於2007年起，非公路、鐵路以及水運使用低硫(500 ppm)以及超低硫(15 ppm)柴油。2014年起，公路、非公路、鐵路以及水運均須使用15ppm之超低硫柴油。

## 亞洲

### 中國大陸
2014年起, 中華人民共和國全面實施國四油品標準(50ppm)，2016年底全面實施國五油品標準(10ppm)。

### 印度
2010年4月1日起，在以新德里為首之12個城市開始引進含硫量50ppm之超低硫柴油，其餘城市使用350ppm之柴油。

### 香港
香港於2000年7月引入超低硫柴油，為首個亞洲城市，標準定於 50 ppm。2011年起，新登記的汽油私家車需符合歐盟III期標準。
2000年8月起，港府立法所有加油站需提供超低硫柴油。
2001年1月1日起，一般柴油的硫含量亦由500 ppm 減至350 ppm。
在柴油稅方面，政府為超低硫柴油稅提供多次減免
1998年6月，香港政府對超低硫柴油提供了柴油稅減免，每升由 HK$2.89減至 HK$2.00，為車主提供使用超低硫柴油的誘因。該臨時措施後來延期至2000年3月31日，其後又一再延至12月31日止。
2000年6月19日，立法會根據《應課稅品條例》(第109章)第4(2)條提出的決議案小組委員會公佈報告，建議調低超低硫柴油的燃料稅，詳列於下表，決議案於6月27日通過。
| 日期                         | 超低硫柴油稅率 | 一般汽車用柴油稅率 |
| ---------------------------- | -------------- | ------------------ |
| 2000年7月7日至2000年12月31日 | $1.11          | $2                 |
| 2001年1月1日至2001年12月31日 | $2             | $2.89              |
| 2002年1月1日起               | $2.89          |                    |

然而，由於運輸業所面對的壓力、經濟和政府財政等因素，政府多次將超低硫柴油稅凍結在 $1.11的水平。

### 新加坡
2017年7月起，含硫量為10ppm。

### 台灣
柴油硫含量小於10 mg/kg(=10ppm)，施行日期為2011年7月1日。

## 大洋洲

### 澳洲
於2009年1月1日起，使用超低硫(10 ppm)柴油。之前規定為50ppm。

### 新西蘭
於2009年1月1日起，使用超低硫(10 ppm)柴油。之前規定為50ppm。

## 外部連結
- The Impact of Fuel Parameters on Vehicle Emissions, Paper for Presentation at China/Asia Fuels International Conference, November, 2004 （页面存档备份，存于）
- The Worldwide Evolution of Diesel Emissions Standards, Presentation （页面存档备份，存于）
- EPA gives the green light on diesel-sulfur rule （页面存档备份，存于）
- Sulphur in Diesel Fuel Regulations (SOR/2002-254)
- Ultra Low Sulphur Diesel to be made mandatory from December 1, 2005
- Need for a technological leapfrog in Asia for clean air
- Ultra low sulfur diesel to be available in Hong Kong （页面存档备份，存于）
- Database on Particular Policy Issues - Economic Services （页面存档备份，存于）
- Swedish Petroleum Institute （页面存档备份，存于）
- About zero sulfur ultra-low aromatics fuels （页面存档备份，存于）